# Pietro di Salerno
Pietro (... – 855) è stato un principe longobardo, principe di Salerno nell'853.

Il Principato di Salerno nell'851, retto da Pietro di Salerno

Tutore e reggente del principe di Salerno Sicone II, succeduto al padre Siconolfo ancora minorenne, tenne la reggenza dall'851 all'855, quando usurpò il trono e destituì Sicone, che si rifugiò nel nord Italia.

## Vita
Di Pietro di Salerno si sa che probabilmente nacque a Salerno e che aveva il titolo di "Conte" quando divenne tutore del principe Sicone (all'incirca nell'847, quando fu creato nominalmente il Principato di Salerno). Fu l'effettivo principe di Salerno dall'849 all'855.
Con Pietro di Salerno il Principato di Salerno si staccò effettivamente da quello di Benevento, diventando un'entità politica che andava dal Garigliano fino a Cosenza e Taranto con il cosiddetto "Capitolare".
Nell'851 si unì all'imperatore sperando di mantenere con il suo aiuto il controllo di Capua. L'anno successivo partecipò - con l'imperatore e con truppe del Principato di Benevento - al tentativo di estromettere gli arabi da Bari
La presa del potere gli fu confermata nel dicembre dell'853 dall'imperatore Ludovico II, ma Pietro morì entro la fine dell'anno 855. Lasciò il principato a suo figlio Ademaro, che (ucciso Sicone II di Salerno) divenne il capostipite della Dinastia dei Dauferidi.

## Il Capitolare dell'851
La controversia fra Siconolfo e Radelchi rendeva pericolosamente instabili gli equilibri politici del Mezzogiorno e suscitava preoccupazioni da parte di Ludovico II, che nell'851 scese in Italia per pacificare le due parti dello scontro. Il sovrano convalidò l'accordo di massima già intervenuto fra i pretendenti, ratificando il capitolare con cui si sanciva l'indipendenza del nuovo Principato di Salerno dal dominio beneventano. La Longobardia Minore fu divisa in due nuove entità statali e Siconolfo fu confermato Principe di Salerno dall'imperatore.
Secondo gli accordi, Salerno ebbe tra gli altri i castelli di Conza, Montella, Nusco, Avellino, Rota, Sarno, Cimitile, Furculo, Capua, Teano, Sora, Taranto, Latiniano, Cassano, Paestum, Cosenza, Laino, la Lucania e parte del feudo di Acerenza. A Benevento furono invece assegnati i territori del Sannio e quelli lucani di Melfi, Genzano, Forenza e Venosa. Parte della Calabria e della Puglia restarono invece in mano bizantina.